# Rio Budele
O Rio Budele é um rio da Romênia afluente do Rio Olteţ, localizado no distrito de Vâlcea.